# Srebrna Piłka Estonii
Srebrna Piłka Estonii – piłkarska nagroda przyznawana zdobywcy najładniejszej bramki dla reprezentacji Estonii, wręczana od 1995. Konstantin Vassiljev, Martin Reim i Indrek Zelinski zdobyli nagrodę trzykrotnie.

## Zdobywcy nagrody
| Rok  | Zwycięzca            | Przeciwnik        |
| ---- | -------------------- | ----------------- |
| 1995 | Martin Reim          | Słowenia          |
| 1996 | Argo Arbeiter        | Andora            |
| 1997 | Martin Reim          | Litwa             |
| 1998 | Sergei Terehhov      | Wyspy Owcze       |
| 1999 | Martin Reim          | Wyspy Owcze       |
| 2000 | Indrek Zelinski      | Hongkong          |
| 2001 | Andres Oper          | Holandia          |
| 2002 | Teet Allas           | Mołdawia          |
| 2003 | Indrek Zelinski      | Andora            |
| 2004 | Kristen Viikmäe      | Liechtenstein     |
| 2005 | Andres Oper          | Słowacja          |
| 2006 | Tarmo Neemelo        | Turcja            |
| 2007 | Indrek Zelinski      | Andora            |
| 2008 | Vjatšeslav Zahovaiko | Wyspy Owcze       |
| 2009 | Konstantin Vassiljev | Armenia           |
| 2010 | Tarmo Kink           | Serbia            |
| 2011 | Konstantin Vassiljev | Irlandia Północna |
| 2012 | Konstantin Vassiljev | Polska            |